# El próximo otoño
El próximo otoño és una pel·lícula romàntica espanyola produïda en 1963 i estrenada en 1977, dirigida per Antxon Ezeiza i amb música de Luis de Pablo. Es tracta d'una de les obres menys conegudes de l'anomenat "Nou Cinema Espanyol".

## Sinopsi
Tracta la història dels amors estivals entre un jove pilot d'una embarcació d'esbarjo i una jove turista francesa, que s'acaben quan s'acaba l'estiu, quan ella ha de tornar a França per estudiar a la Universitat.

## Premis
Medalles del Cercle d'Escriptors Cinematogràfics
| Any  | Categoria             | Pel·lícula                | Resultat   |
| ---- | --------------------- | ------------------------- | ---------- |
| 1963 | Premi Antonio Barbero | Luis Enrique Torán Peláez | Guanyadora |